# Crocus corsicus
Crocus corsicus là một loài thực vật có hoa trong họ Diên vĩ. Loài này được Vanucchi miêu tả khoa học đầu tiên năm 1838.